# 小村美記のひるどき!WAKU☆DOKI!
『小村美記のひるどき!WAKU☆DOKI!』（おむらみきのひるどき!ワクドキ!）は、大分放送（OBSラジオ）で2015年1月10日から2016年3月26日まで毎週土曜11:00 - 13:00に放送されていたラジオ番組である。OBSアナウンサー小村美記の初冠番組。

## 概要
OBSラジオの11・12時台は、自社制作番組『サタデーリクエスト』が2008年3月8日に終了して以降、ニッポン放送制作の『アッコのいいかげんに1000回』をネット放送していたが、2014年12月20日をもってこれを打ち切り、2015年1月10日より開始されたのが当番組である。当該時間帯では約6年10ヶ月ぶりの自社制作番組となる。
OBSではラジオの自社制作番組を約40%から将来的に約50%に引き上げる方針を示していて、『ひるどき』の立ち上げはその一環と言える。
番組テーマソングには渡り廊下走り隊が歌う「バレンタイン・キッス」のインストゥルメンタルを使用する。
なお、番組タイトルには表記ゆれがみられる。大分放送公式サイトの番組表では表題通りであるが、番組公式サイトでは『小村美記のひるどき!WAKU☆DOKI!!』と表記されており感嘆符が1個多くなっている。
6月6日の放送より、LINEによるリクエストやメッセージの受付が始まった。これに伴い、自身が出演している『イチスタ☆』以外にも、『BINGO』や『HAMARooooN!!ステーション』等の番組に出演し告知を行った結果、放送当日に当初の目標であった500人越えを果たした。現在は登録1000人越えを目標としており、結果が出た際にはハーモニーランドのペアチケットを1組分リスナーにプレゼントする予定である。
LINEによる友達登録が、8月7日に目標であった1000人越えを果たした。1000人目の登録者は「祭り・DA・OBS」のゲストで来ていた小田夢乃で、小村がこの番組のことを話したことで登録することになり、たまたま1000人目の登録者となった。
2016年3月19日の放送で、次週3月26日をもって番組が終了することが小村より伝えられた。最終回は「ワクドキ！最終回スペシャル」の内容で、「いままでのワクドキでの思い出」というテーマでメッセージとリクエスト曲を募集する。

## 放送時間
- 土曜 11:00 - 13:00（JST、120分）

## タイムテーブル
- 11:00 - オープニング
- 11:10 - おおいた!WAKU☆DOKI!!
- 11:25 - トピッカーHOT情報
- 11:35 - WAKU☆DOKI!ランチ!
- 11:45 - 週末おでかけ情報
- 11:55 - OBSニュース
- 12:10 - WAKU☆DOKI!かぼすの部屋
- 12:25 - OBSラジオショッピング
- 12:35 - WAKU☆DOKI!テイクアウト
- 12:50 - きょうのひとっぷろ
- 12:55 - エンディング

この他、FAX・メールで届いたメッセージを随時紹介する。

## コーナー
- おおいた!WAKU☆DOKI!![1]
  - 大分の最新トレンド情報を届ける。
- WAKU☆DOKI!ランチ![1]
  - 昼時に行きたくなるようなランチを紹介する。事前に小村が取材に赴き、試食したものを放送。
- 週末おでかけ情報
  - 大分県内で開催されるイベントを紹介。
- WAKU☆DOKI!かぼすの部屋[1]
  - OBSテレビで同日午前に放送の「かぼすタイム」から出演者数名がスタジオ入りし、番組や取材の裏話を紹介する。
- WAKU☆DOKI!テイクアウト[1]
  - 県内の飲食店の持ち帰り可能な一品を紹介する。
- きょうのひとっぷろ[1]
  - 大分の温泉、立ち寄り湯情報を届ける。